# アウトライブ (Take2)
『アウトライブ』は、ブラジルのゲーム開発スタジオContinuum Entertainmentが開発しテイクツー・インタラクティブより2001年に発売されたリアルタイムストラテジーゲーム。人間とロボットが戦う、一風変わったゲーム。体験版は無料でダウンロードすることができる。ただしキャンペーンエディタがない、ロボット陣営がない、ヘヴィタンクとファイターを生産することができない、ICBM発射不可、建設中止をすることができない。

## モード
- キャンペーン
ストーリーが設定されており、人間の立場、ロボットの立場からどちらかを選ぶことができる。キャンペーンエディタで自分のオリジナルキャンペーンを作ることができる。

- カスタムマップ
相手の施設をすべて破壊するモード。

## 人間のユニット
- Builder(ビルダー)
武器はマシンガン。対陸空。主に自分の基地を建設することができる、必須ユニット。他にも地雷を設置できる。
- Gatherer(トラック)
武器はマシンガン。対陸空。エクストレーターから資金源となる鉱石を取ったり、スクラップを取る事ができる。本拠地かリファイナリーに入れると自分のクレジットに入ってくる。
- Explorer(エクスプローラー)
武器はマシンガン。対陸空。移動速度は地上ユニットの中で最高。ニトロで加速したり、時限爆弾を設置できるが、防御力が少ないのであまり使われないユニット。
- Dominator(ドミネーター)
武器はキャノン砲。対陸空。アドミナブレをパンパイアにしたり、敵を操る事ができる。ただしダメージを受けると元に戻ってしまう。また、野生のアドミナブレを操ると、一生自分のユニットにすることができる。
- Flamethrower(フレアスラー)
武器は火炎放射。地上のみ。接近して敵ユニットや敵施設に強力な火炎放射で攻撃する。ナパームを使うと一定時間、相手を燃やす効果を与えることができる。
- Rocket Launcher(ロケットランチャー)
武器はミサイル。空中のみ。空中ユニットに向かってミサイルを発射する。遠くにいるユニットでも攻撃が届く。また、ファーストラピッドを使用すると高速連射し、空中ユニットを一掃してしまう。ただし地上ユニットに対してはまったく無抵抗。
- Tank(タンク)
武器はキャノン砲。地上のみ。攻撃力、射程、防御力のバランスを取れた万能ユニット。リサーチラボでエクストラプラントを開発すれば、さらに攻撃力を上げることができる。
- Heavy Tank(ヘヴィタンク)
武器はインプアクトガン。地上のみ。インプアクトガンは攻撃速度が劣るが、ターゲットに攻撃をあてると同時にそのまわりに爆風が広がり、広範囲にダメージ。また、絶対にダメージを受けない「無敵」能力がある。
- Transporter(トランスポート)
- Chopper(チョッパー)
- Fighter(ファイター)

## 人間の施設
- Handquarters(本拠地)
リファイナリーのかわりとして使うことができるが、性能が劣る。ビルダー、トラック、トランスポート、アドミナブレを生産でき、ICBMを発射できる。1チームに1つしか建設することができない。

- Research Lab(リサーチラボ)
ここで研究をすると、戦車を開発できたりと、科学が進歩する。もちろん時間がかかるし、金はかかってしまう。

- Intelligence Center(インテルジェンスセンター)
敵の基地にスパイを派遣して成功すると相手の情報を盗んだり、監視することができる。他にもICBMの発射を阻止したり、建設を止めることができる。レベルによって成功率が変わる。リサーチラボでレベルを上げることができる。

- Market(マーケット)
ユニットを売ったり、買ったりする施設。

- Vehicle Factory(ビーグルファクトリー)
地上ユニットを生産できる施設。ビルダー、トラック、エクスプローラ、ドミネーター、ファイヤー、ロケットランチャー、タンク、ヘヴィタンクを生産できる。供給エネルギーが大幅にかかる(600)

- Aircraft Factory(エアクラフトファクトリー)
空中ユニットを生産できる施設。トランスポート、チョッパー、ファイターを生産できる。これも供給エネルギーが大幅にかかる(600)

- Defense Tower(ディフェンスタワー)
施設を守るための防衛ユニット。もちろん動くことはできない。リサーチラボを使えば射程アップ、防御力を上げることができる。

- Ore Extractor(エクストレーター)
- Refinery(リファイナリー)
- Ore Processor(プロセッサー)
- Wind Power Plant(風力発電機)
- Nuclear Power Plant(原子力発電)
- Transmission Substation(トランスミッションサブステーション)